# Jonas Kemmler
Jonas Lovis Kemmler (* 4. August 1996) ist ein deutscher Schauspieler.
Kemmler begann seine Schauspielkarriere mit einer Rolle im Kurzfilm Gameboy im Jahr 2002. Es folgten Auftritte in verschiedenen Fernsehserien und -filmen. So trat er 2009 in zwei Folgen von Der Bergdoktor auf. Seine Mutter ist die Sängerin und Songwriterin Susanne Sigl.

## Filmografie (Auswahl)
- 2002: Gameboy
- 2005: Mama und der Millionär
- 2005: Das Traumhotel – Überraschung in Mexiko (Fernsehreihe)
- 2005: Tatort
- 2005: Der Ranger
- 2006: Kommissarin Lucas (Fernsehserie, 1 Folge)
- 2004–2007: Siska (Fernsehserie, 2 Folgen)
- 2007: Der Alte – Folge 319: Sein letzter Wille
- 2009: Der Bergdoktor (Fernsehserie, 2 Folgen)